# Морская (станция)
Морская  — железнодорожная станция Ростовского региона Северо-Кавказской железной дороги, расположенная в населённом пункте Морская Неклиновского района Ростовской области России.
Расстояние до узловых станций (в километрах): Хапры — 33, Марцево — 17.
На территории станции находится здание вокзала.  

## История
Регулярное движение поездов от Ростова-на-Дону до Таганрога началось 23 декабря 1869 года. Пробный поезд с царской четой проследовал из Ростова в Таганрог 15 ноября 1869 года.